# Polska na Halowych Mistrzostwach Świata w Lekkoatletyce 2010
Reprezentacja Polski podczas halowych mistrzostw świata 2010 liczyła 16 zawodników.
Dwoje zawodników – sprinterka Marika Popowicz oraz płotkarz Dominik Bochenek znaleźli się w składzie pomimo niewypełnienia minimów PZLA (wypełnili jednak minimum IAAFu, co pozwoliło dołączyć ich do składu polskiej reprezentacji). Czworo zawodników – Marcin Lewandowski, Artur Noga, Monika Pyrek oraz Joanna Skibińska, pomimo wywalczenia prawa do występu na tych zawodach postanowiło, z różnych względów, nie wystąpić na halowych mistrzostwach świata.

## Mężczyźni
- Bieg na 400 m

| Zawodnik           | Eliminacje | Eliminacje      | Eliminacje         | Półfinał      | Półfinał      | Finał         | Finał         |
| Zawodnik           | Wynik      | Pozycja w biegu | Pozycja ostateczna | Wynik         | Poz.          | Wynik         | Poz.          |
| ------------------ | ---------- | --------------- | ------------------ | ------------- | ------------- | ------------- | ------------- |
| Marcin Marciniszyn | 47,23      | 3. miejsce      | 14. miejsce        | Nie awansował | Nie awansował | Nie awansował | Nie awansował |

- Bieg na 800 m
  - Adam Kszczot

- Bieg na 60 m przez płotki
  - Dominik Bochenek

- Skok o tyczce
  - Łukasz Michalski

- Pchnięcie kulą
  - Tomasz Majewski

- Sztafeta 4 x 400 m
  - Marcin Marciniszyn, Piotr Klimczak, Kamil Budziejewski, Marcin Sobiech, Piotr Kędzia

## Kobiety
- Bieg na 60 m
  - Marika Popowicz

- Bieg na 800 m
  - Angelika Cichocka - zajęła 3. miejsce w swoim biegu eliminacyjnym, czas jaki uzyskała (2:01,00) dawał jej pewien awans do biegu finałowego, jednak została zdyskwalifikowana za wymuszanie na rywalce zmiany toru biegu.

- Bieg na 1500 m
  - Sylwia Ejdys

- Bieg na 3000 m
  - Lidia Chojecka
  - Renata Pliś -  z czasem 9:02,68 zajęła 6. miejsce w swoim biegu eliminacyjnym i nie awansowała do finału (sklasyfikowana na 16. pozycji)

- Skok o tyczce
  - Anna Rogowska

- Pięciobój
  - Karolina Tymińska